# Jean Guitton
Jean Guitton (Saint-Étienne, 18 de agosto de 1901 – París, 21 de marzo de 1999) fue un filósofo y escritor francés.

## Biografía
Nació en una familia numerosa y católica. Su hermano Henri fue un reconocido economista. Jean hizo estudios brillantes que lo llevaron a la École normale supérieure de la rue d'Ulm (promoción 1920). Obtuvo una diplomatura en filosofía en 1923 y en 1933 un doctorado en letras. Su tesis tenía como título Le temps et l'éternité chez Plotin et Augustin d'Hippone (El tiempo y la eternidad en Plotino y Agustín de Hipona). Se dedicó luego algunos años a la enseñanza secundaria hasta que fue destinado a la Universidad de Montpellier en 1937.
Durante la Segunda Guerra Mundial fue prisionero de guerra. Amigo íntimo de monseñor Montini (futuro papa Pablo VI). Fue llamado por Juan XXIII para participar en la preparación del concilio Vaticano II donde además fue el único laico que participó activamente en su desarrollo. Paralelamente publicaba sus obras de filosofía y apologética que lo transformaron en uno de los pensadores católicos más importantes del siglo XX.
El 8 de junio de 1961 fue elegido para la Academia francesa ocupando el sillón número 10 de Léon Bérard. En 1987, obtuvo su lugar en la Académie des sciences morales et politiques, en el sillón de Ferdinand Alquié.
Continuó escribiendo hasta el fin de su vida. Falleció en París a los 97 años. Su cuerpo descansa en la capilla adjunta al claustro, que diseñó y decoró en 1970, no lejos de su casa de campo en la aldea de Deveix, en Champagnat (Creuse).